# Grupul de Armate 21
Grupul de Armate 21 (în engleză 21st Army Group) a fost o formațiune de armată cu cartier general britanic formată în timpul celui de-Al Doilea Război Mondial. Acesta controla două armate de câmp și alte unități de sprijin, constând în principal din Armata a 2-a Britanică și Armata 1 Canadiană. Înființată la Londra în iulie 1943, sub comanda Cartierului General Suprem al Forțelor Expediționare Aliate, a fost repartizată Operațiunii Overlord, o invazie a Aliaților a Europei occidentale și a fost o forță aliată importantă în Teatrul European. În diferite momente de-a lungul existenței sale, Grupul de Armate 21 a avut atașate armate sau corpuri suplimentare britanice, canadiene, americane și poloneze. Grupul de Armate 21 a operat în nordul Franței, Luxemburg, Belgia, Țările de Jos și Germania din iunie 1944 până în august 1945, când a fost redenumită Armata Britanică a Rinului (în engleză British Army of the Rhine, BAOR).

## Comandanți
- iunie 1943 – decembrie 1943 generalul Bernard Paget[2]
- ianuarie 1944 – august 1945 generalyk Bernard Montgomery[3]